# トルコ鞍
トルコ鞍（トルコあん、ラテン語: Sella turcica）は、脳下垂体直下の骨性部の名称。
脳下垂体は頭蓋底部の骨が発生する以前に、神経性部分と口腔由来上皮性部分が合体して形成される。脳下垂体の形成後、間もなく直下に蝶形骨（前方）と後頭骨（後方）が縫合して骨の土台ができる。この骨性部は乗馬に用いられる鞍と同様に、前端がやや高く、中央部は平坦かやや凹み、後端は相当高い形状を取る。"sella turcica"（トルコ椅子、Turkey Chairの意）と表したのはイギリスの医師トーマス・ウィリスが解剖学著書“Cerebri anatome”（1664年）においてとされる。トルコ人に用いられた鞍が、特に脳下垂体を収める骨土台に類似していたのかどうか不明であるが、広くこの名称で呼ばれている。